# Ugly Love
Ugly Love è un brano musicale della cantante e rapper inglese Misha B, estratto il 17 luglio 2013 come primo singolo promozionale dal suo secondo album in studio Knock Knock.